# Hemidactylus greefii
Hemidactylus greefii este o specie de șopârle din genul Hemidactylus, familia Gekkonidae, descrisă de Bocage 1886. Conform Catalogue of Life specia Hemidactylus greefii nu are subspecii cunoscute.